# Полушкино (городской округ Клин)
Полушкино — деревня в Клинском районе Московской области, в составе Городского поселения Высоковск. Население — 16 чел. (2010). До 2006 года Полушкино входило в состав Шипулинского сельского округа.
Деревня расположена в центральной части района, в 1 км от северной окраины города Высоковск, высота центра над уровнем моря 171 м. Ближайшие населённые пункты — Масюгино на западе, Дмитриева на северо-западе, Тимонино на юго-востоке и Косово на юге.

## Население
| 2002 | 2006 | 2010 |
| ---- | ---- | ---- |
| 15   | ↘12  | ↗16  |